# 1497
1497 (MCDXCVII) var ett normalår som började en söndag i den julianska kalendern.

## Händelser

### Februari
- 7 februari – Anhängare till munken Girolamo Savonarola anordnar fåfängligheternas bål i Florens, där syndiga föremål bränns upp.

### Mars
- 3 mars – Fred sluts mellan Sverige och Ryssland i Novgorod (Sturarnas ryska krig 1495–1497).
- Mars – Det svenska riksrådet inkallar kung Hans; härmed utbryter ett uppror mot Sten Sture den äldre

### September
- 28 september – Hans besegrar Sten Sture och dalkarlarna i slaget vid Rotebro i Uppland.

### Oktober
- 6 oktober – I Stockholms dagtingan sker förlikning mellan Hans och Sten Sture. Hans erkänns som Sveriges kung och Sten Sture blir länsherre över Finland.
- 18 oktober – Hans väljs till kung av Sverige.[1]

### November
- 26 november – Hans kröns på ett möte i Stockholm till Sveriges kung och hans son Kristian (II) utses till tronföljare. Vid kröningen slås 107 svenskar till riddare, däribland den femårige Sten Svantesson

### Okänt datum
- Den svenske ärkebiskopen verkar för Kalmarunionens bibehållande och hamnar i strid med Sten Sture men får hjälp av Hans.
- Sten Sture tvingas avbryta belägringen av ärkebiskopens borg och dra sig tillbaka till Stockholm.
- Den danske mannen Jöns Falster insätts som fogde på Örebro hus av den nyblivne kung Hans.[2]

## Födda
- 16 februari – Philipp Melanchthon, tysk humanist och reformator.
- Franciscus, son till kung Hans.

## Avlidna
- 2 januari – Beatrice d'Este, italiensk adelsdam.
- 3 juni – Jens Brostrup, dansk ärkebiskop sedan 1472.
- 23 juli – Barbara Fugger, tysk bankir.
- 4 oktober – Benozzo Gozzoli, italiensk målare.

### Fotnoter
1. ↑  Det hände i dag
2. ↑  ”Arboga  Krönika - Unionstiden från 1451”. www.zenker.se. http://www.zenker.se/Historia/Arbogakroenikan/unionstiden_fraan_1451.shtml. Läst 20 juni 2018.